# Danmark i olympiska vinterspelen 2002
Danmark deltog i Olympiska vinterspelen 2002. Danmarks trupp bestod av 5 män och 6 kvinnor.

## Curling

### Damer
Laget bestod av:
- Lene Bidstrup - (Skip)
- Susanne Slotsager - (Tredje)
- Malene Krause - (Andra)
- Avijaja Lund Nielsen - (Första)
- Lisa Richardson - (Reserv)

Laget kom på näst sista plats med två matcher vunna av nio möjliga.

#### Resultat
- Sschweiz 9-8 Danmark (11)
- Tyskland 9-5 Danmark
- Danmark 11-9 Sverige
- Danmark 9-4 USA
- Ryssland 7-5 Denmark
- Storbritannien 8-6 Danmark
- Kanada 9-4 Danmark
- Norge 9-4 Danmark
- Japan 6-5 Danmark

### Herrar
Laget bestod av:
- Ulrik Schmidt - (Skip) (Fanbärare)
- Lasse Lavrsen - (Tredje)
- Brian Hansen - (Andra)
- Carsten Svensgaard - (Första)
- Frants Gulfer - (Reserv)

Laget kom på sjunde plats med tre matcher vunna av nio möjliga.

#### Resultat
- Finland 9-3 Danmark
- Danmark 8-7 Frankrike (11)
- Schweiz 10-6 Danmark
- Sverige 9-5 Danmark
- Tyskland 7-6 Danmark (11)
- Norge 9-4 Danmark
- Danmark 6-5 Storbritannien
- Danmark 9-7 USA
- Kanada 8-3 Danmark

## Freestyle
Anja Bolbjerg
- Puckelpist - 15